# The Complete Strawbs
The Complete Strawbs is de registratie van een reünieconcert gegeven door de Britse band Strawbs. De Strawbs bestaan in 1998 dertig jaar en Cousins heeft zijn collegae van al die 30 jaren op het podium weten te krijgen. Complete Strawbs is het echter niet, want met zoveel personeelswisselingen is dat onmogelijk. De avond is in vier delen opgedeeld:
Thirty years on bestaande uit:
- Dave Cousins – zang, gitaar
- Brian Willoughby – gitaar
- Blue Weaver – toetsen
- Rod Demick – basgitaar, zang
- Richard Hudson – slagwerk

Stateside Strawbs:
- Dave Cousins – zang, gitaar
- Dave Lambert – zang, gitaar
- Adam Wakeman – toetsen
- Chas Cronk – basgitaar
- Rod Coombes – slagwerk

Strawberry Hill Boys Again:
- Dave Cousins – zang, gitaar
- Tony Hooper – zang, gitaar
- Brian Willoughby – gitaar
- Blue Weaver – toetsen
- John Ford – basgitaar, zang
- Richard Hudson – slagwerk, zang

The Re-union Strawbs:
- Dave Cousins, zang, gitaar
- Dave Lambert – zang, gitaar
- Blue Weaver – toetsen
- John Ford – basgitaar, zang
- Richard Hudson – slagwerk, zang.

## Composities
De volgende composities werden op de cd geperst:
| tracks | compositie                         | samenstelling               | gastmusici                                        |
| ------ | ---------------------------------- | --------------------------- | ------------------------------------------------- |
| 1      | Further down the road              | Thirty years on             | Cathryn Craig – zang                              |
| 2      | Grace Darling                      | Thirty years on             | Adam Wakeman – toetsen                            |
| 3      | Ringing down the years             | Thirty years on             | Rick Sanders – viool; Adam Wakeman -piano         |
| 4      | Beside the Rio Grande              | Stateside Strawbs           |                                                   |
| 5      | Out in the cold                    | Stateside Strawbs           |                                                   |
| 6      | Round and round                    | Stateside Strawbs           |                                                   |
| 7      | Hero and heroine                   | Stateside Strawbs           | Rick Sanders – viool, Blue Weaver- Mellotron      |
| 8      | From the witchwood                 | Strawberry Hill Boys Agaian |                                                   |
| 9      | A glimpse of heaven                | Strawberry Hill Boys Again  |                                                   |
| 10     | Josephine, for better of for worse | Strawberry Hill Boys Again  |                                                   |
| 11     | Oh how she changed                 | Strawberry Hill Boys Again  |                                                   |
| 12     | New world                          | The Re-union Strawbs        |                                                   |
| 13     | The river                          | The Re-union Strawbs        |                                                   |
| 14     | Down by the sea                    | The Re-union Strawbs        | Brian Willoughby – gitaar, Adam Wakeman – toetsen |
| 15     | Part of the Union.                 | The Re-union Strawbs        |                                                   |

De muziek is opgenomen in The Amphitheatre, Chiswick House, Londen.
Van het concert verscheen later een Dvd-versie met drie tracks extra:
· Stormy down
· Blue Angel en nogmaals
· Stormy down.